# Rio Hay
O Rio Hay é um rio que se localiza entre o norte da província de Alberta e do sudeste dos Territórios do Noroeste, no Canadá.
Se origina numa região pantanosa no norte de Alberta e escoa rumo a oeste da província de Colúmbia Britânica, quando se curva e retorna a Alberta, seguindo na direção norte-nordeste rumo aos Territórios do Noroeste. Depois de passar por 02 grandes quedas d'água (Alexandra Falls e Louise Falls), o rio segue em direção a cidade de Hay River e descarrega suas águas no Grande Lago do Escravo. Depois, suas águas são levadas ao Oceano Ártico pelo Rio Mackenzie.
O rio possui um comprimento de 702 km e drena uma área de 48.200 km²
Seus afluentes são o Rio Chinchaga, Rio Meander, Rio Steen, Rio Melvin e o Rio Little Hay.
Algumas comunidades circundam ou se localizam próximas ao rio. São elas: Rainbow Lake, Zama City, Steen River, Indian Cabins em Alberta e Enterprise e Hay River nos Territórios do Noroeste. Há também comunidades indígenas como Chateh e Meander River.